# Щуцький Юліан Костянтинович
Юліан Костянтинович Щуцький (рос. Юлиан Константинович Щуцкий, пол. Julian Szczucki; 11 (23) серпня 1897— 18 лютого 1938) — російський і радянський лінгвіст польського походження, сходознавець, синолог, перекладач і поет, дослідник даосизму. Автор першого російського перекладу «Книга змін» (1960).

## Короткі відомості
Народився в Єкатеринбурзі. 1921 року закінчив етнолого-лінгвістичний відділ кафедри китаєзнавства факультету суспільних наук Ленінградського державного університету. Вивчав китайську мову та літературу під керівництвом Василя Алексеєва, Миколи Конрада, Оттона Розенберга. 1922 року переклав даоський трактат Баопу-цзі, однак переклад не зберігся. Наступного року, спільно з Алексеєвим, опублікував «Антологію китайської лірики VIII—IX ст.».
З 1920 року працював в Азійському музеї Академії наук РСФСР. 1928 року за дозволом Академії проходив стажування в Японії. 1930 року, після переформування музею в Інститут сходознавства Академії наук, став вченим спеціалістом Інституту, а з 1933 року отримав посаду вченого секретаря китайського кабінету Інституту. Протягом 1936 — 1937 років паралельно працював в Ермітажі. 1935 року отримав кандидатську ступінь і звання професора. Двома роками поспіль захистив докторську дисертацію з мовознавства. Займався дослідженням даосизму, зокрема «Книги перемін».
Володів багатьма мовами: китайською, японською, корейською, в'єтнамською, маньчжурською, бірманською, сіамською, бенгалі, хіндустані, санскритом, арабською, гебрейською, німецькою, французькою, англійською, польською, голландською та латиною. Вперше викладав в Росії в'єтнамську і кантонську мову. Спільно з Васильєвим написав підручник китайської мови.
Був послідовником Рудольфа Штейнера та його окультного вчення — антропософії. Вважав останню вищою формою розвитку світової філософії. Контактував з головою російських антропософів Черубиной де Габриак.
1937 року арештований за звинуваченнями в шпигунстві та приналежності до анархістсько-містичної терористичної організації Орден тамплієрів. Засуджений на 10 років таборів без права листування. Розстріляний за рік після арешту. Реабілітований посмертно наприкінці 1950-х років.

## Праці
- Щуцкий Ю. К. Даос в буддизме. — Восточные записки, т. 1, — Л., 1927.
- Щуцкий Ю. К. Основные проблемы в истории текста «Ле-цзы». — Записки коллегии востоковедов, т. 3, вып. 2, 1928.
- Щуцкий Ю. К. Следы стадиальности в китайской иероглифике. — Яфетический сборник, т. 3, — Л., 1932.
- Щуцкий Ю. К. Докторская диссертация. Китайская классическая «Книга перемен». Опыт филологического исследования и перевода. — Л., 1937.
- Щуцкий Ю. К. Китайская классическая «Книга перемен». — М., 1960, 1992, 1993, 1997.
- Никифоров В. Н. Советские историки о проблемах Китая. — М., 1970.
- Алексеев В. М. Наука о Востоке. Статьи и документы. — М., 1982.
- Китайская философия. Энциклопедический словарь. — М., 1994.
- Щуцкий Ю. К. Дао и дэ в книгах Лао-цзы и Чжуан-цзы. — От магической силы к моральному императиву: категория дэ в китайской культуре. — М., 1998.